# Partit Comunista de Gran Bretanya (marxista-leninista)
El Partit Comunista de Gran Bretanya (marxista-leninista), abreujat CPGB-ML, és un partit comunista del Regne Unit. El CPGB-ML es va crear després d'una escissió del Partit Socialista Obrer (SLP) el 2004. El Partit publica el diari bimensual Proletarian i la revista Lalkar, associada originàriament a l'Associació de Treballadors de l'Índia.

## Fundació
Els orígens del partit van estar a l'Associació de Treballadors Comunistes (ACW), formada per Harpal Brar el 1969 com a ruptura de la Lliga Marxista-Leninista Revolucionària, una escissió del Partit Comunista de Gran Bretanya (CPGB). L'ACW es va unir al Partit Laborista Socialista (SLP), liderat per l'antic líder dels miners Arthur Scargill, però se'n va separar a causa de la negativa de Scargill a acceptar el suport a Corea del Nord i altres estats. Com a resultat, Scargill va optar per expulsar una sèrie de membres del comitè central del partit i tota la seva regió de Yorkshire. Els expulsats, juntament amb altres que van dimitir, van fundar el CPGB-ML el 3 de juliol de 2004 a Londres.

## Ideologia del partit
El CPGB-ML s'adhereix al marxisme-leninisme, i ha reconegut com a referents a Vladimir Lenin, Joseph Stalin, Mao Zedong, Kim Il Sung, Enver Hoxha i Fidel Castro.
El CPGB-ML no va condemnar els disturbis d'Anglaterra de 2011, sinó que els va caracteritzar com una forma rudimentària de resistència anticapitalista que no tenia un lideratge i direcció adequats. El CPGB-ML s'oposa als controls d'immigració, que considera que són mesures per desviar l'atenció dels treballadors i culpar-se mútuament de la crisi més que no pas a la burgesia.
El CPGB-ML s'oposa al trotskisme, a la socialdemocràcia, al socialisme democràtic i al que anomenen partits revisionistes (inclosos els Khruschevites). L'antic president del CPGB-ML, Harpal Brar, és un reconegut ideòleg i escriptor que ha publicat diversos llibres, com Social Democracy: The Enemy Within.
En el seu vuitè congrés, el setembre de 2018, el partit va adoptar una moció que s'oposava a la "discriminació per raó de raça, sexe o proclivitat sexual", però condemnava "les polítiques identitàries, inclosa la ideologia LGBT" com a "classe reaccionària i antiobrera", i considerava que qualsevol militant que defensés les polítiques identitàries eren susceptibles d'expulsió. El CPGB-ML ha qualificat la política identitària com un "malson reaccionari" imposat per la burgesia. Això havia donat lloc a denúncies de transfòbia per part d'altres organitzacions pertanyents a l'esquerra britànica.

## Activitat del Partit
El CPGB-ML està implicat en diversos moviments polítics britànics com la solidaritat palestina, contra l'austeritat, contra la guerra, contra el Maidan i s'oposa a l'ús d'atacs amb drons dels EUA i l'OTAN contra els civils.
El partit era conegut per ser l'únic partit que portava una pancarta de Joseph Stalin, inclosa una cita de Stalin, cada any, fins al 2019, durant el Primer de maig, a la marxa del Dia Internacional dels Treballadors a Londres.
Les primeres eleccions disputades pels membres del partit van ser les eleccions al consell de la ciutat de Birmingham de 2018. Tres membres candidats es van presentar sota el registre "Treballador de Birmingham". El seu millor resultat va ser al barri de Balsall Heath West amb el 6,1% dels vots i el tercer lloc, per davant dels verds locals i els conservadors. Als barris de Brandwood & King's Heath i Stirchley, els altres van guanyar un 0,89% i un 1,62%, superant el candidat local del TUSC en el primer.
El CPGB-ML va donar la benvinguda a la fundació del Partit dels Treballadors de Gran Bretanya (WPB) per l'antic diputat del partit Laborista i del Respect George Galloway. Molts membres del CPGB-ML són actius al WPB. El vicepresident del CPGB-ML Joti Brar, també és el líder adjunt del WPB.

## Posicions internacionals
El CPGB-ML dona suport a governs d'arreu del món que considera socialistes o antiimperialistes, com els de la Xina, Veneçuela, Rússia, Cuba, Zimbabwe, Síria i Iran. Les delegacions de les ambaixades xineses, cubanes, veneçolanes, nord-coreanes i laosianas han assistit a les reunions del CPGB-ML.
El partit s'oposa al sionisme i ha demanat la dissolució de l'Estat d'Israel, que titlla d'estat d'apartheid. Va demanar la derrota de les tropes britàniques a l'Iraq i l'Afganistan i un moviment d'acció directa i no cooperació entre els treballadors britànics per tal d'exercir influència política. Va ser un dels molts partits contra la guerra que es van oposar a les accions de l'OTAN a Líbia i Síria i van donar suport als governs de Muammar Gaddafi i Bashar al-Assad.
El 2011, el president del partit CPGB-ML, Harpal Brar, va visitar Líbia durant la guerra per expressar solidaritat amb el poble libi en la seva lluita contra l'OTAN. El CPGB-ML s'havia unit a la Plataforma Stop the War poc després de la formació del partit el 2004, però finalment va ser expulsat. El CPGB-ML va dir que això es devia als seus atacs contra les posicions de la direcció del STWC a Líbia i Síria, que va qualificar de "proimperialistes".
El CPGB-ML també dona suport al govern de Corea del Nord i el que va anomenar la seva posició antiimperialista l'abril de 2013, així com la seva oposició als esforços occidentals per dissuadir l'estat d'adquirir armes nuclears.
El partit va donar suport al Brexit al referèndum del 2016. Continuant amb el seu compromís amb l'euroscepticisme, va instar els seus membres durant les eleccions al Parlament Europeu del 2019 al Regne Unit a votar pel Partit del Brexit (actualment Reform UK).
El CPGB-ML ha mostrat suport al moviment dels armilles grogues que percep com un moviment obrer de base oposat al capitalisme i a la Unió Europea. En una línia similar, el partit va donar suport a la protesta del comboi del Canadà a finals de 2021.
El CPGB-ML considera la invasió russa d'Ucraïna el 2022 com una guerra defensiva contra els "neonazis sancionats per l'estat" i l'"extensió de l'hegemonia occidental".

## Posicions domèstiques

### Irlanda del Nord
El CPGB-ML ha demanat la retirada de les tropes britàniques de l'illa d'Irlanda i la formació d'un estat unificat de 32 comtats. Dona suport al lideratge del Sinn Féin de l'Acord del Divendres Sant, que creu que es troba en aquest marc.

### Escòcia
El partit va acceptar una posició al seu congrés de 2012 que no hi ha nacions angleses i escoceses separades, sinó que, quan aquestes nacions estaven a punt de desenvolupar-se com a economies capitalistes modernes, les seves classes dirigents es van unir per formar una nació britànica. Tot i que el CPGB-ML creu en la democràcia local, veu el moviment independentista escocès com una desviació de la construcció d'un moviment de classe treballadora a la històrica nació de Gran Bretanya i, per tant, s'hi oposa. Afirma que les propostes presentades per a la independència d'Escòcia no trencaran la Unió, l'estat britànic o l'exèrcit britànic de cap manera significativa. En la seva oposició a la independència d'Escòcia, està en desacord amb el Partit Socialista Escocès, el Partit dels Treballadors Socialistes i el Partit Socialista (Anglaterra i Gal·les).

## Membres destacats
El CPGB-ML té uns quants membres dels primers dies del moviment comunista britànic i el CPGB original. L'actual presidenta d'honor és Isabel Crook, esposa de David Crook, que va celebrar el seu 100è aniversari el 2015. Tots dos eren comunistes que estaven a l'Estat espanyol durant la Guerra Civil Espanyola i posteriorment van anar a treballar per a Mao Zedong i els comunistes xinesos. El veterà comunista britànic Jack Shapiro, un veterà del moviment anti-revisionista i comunista de tota la vida, va ser membre del CPGB-ML fins a la seva mort.
Durant catorze anys, des de la fundació del partit el 2004 fins al 2018, el president del partit va ser el professor de dret universitari, escriptor i empresari jubilat Harpal Brar. La vicepresidenta i secretària internacional del partit era Ella Rule, mentre que la secretària general del partit era Zane Carpenter. Al 8è congrés del partit a Birmingham el 2018, Harpal Brar va deixar la presidència del partit i va ser substituïda per Ella Rule. Zane Carpenter i Joti Brar es van convertir en els vicepresidents del partit.